# Mattias Rönngren
Mattias Rönngren est un skieur alpin suédois né le 22 novembre 1993.

## Carrière
Licencié au club d'Åre, Roenngren est actif dans les courses officielles de la FIS à partir de la saison 2008-2009.
Champion de Suède junior du slalom géant en 2014, il fait ses débuts dans la Coupe du monde en décembre 2014 à Åre. Il participe aux Championnats du monde 2017 à Saint-Moritz, où il est présent en seconde manche du slalom géant (27e).
Il marque ses premiers points dans la Coupe du monde en janvier 2019 au slalom géant d'Adelboden (27e).
En décembre 2019, il se place sixième du slalom géant parallèle d'Alta Badia (quart de finale), pour son premier top dix dans la Coupe du monde.

## Palmarès

### Championnats du monde
| Édition / Épreuve          | Super G | Slalom géant | Par équipe |
| -------------------------- | ------- | ------------ | ---------- |
| Mondiaux 2017 Saint-Moritz | -       | 27e          |            |
| Mondiaux 2019 Åre          | 25e     | Abandon      |            |
| Mondiaux 2021 Cortina      | -       | -            | Argent     |

### Coupe du monde
- Meilleur classement général : 145e en 2019.
- Meilleur résultat : 6e.

#### Différents classements en Coupe du monde
| Année/Classement | Général | Général | Descente | Descente | Slalom géant | Slalom géant | Slalom | Slalom | Super G | Super G | Combiné | Combiné |
| Année/Classement | Class.  | Points  | Class.   | Points   | Class.       | Points       | Class. | Points | Class.  | Points  | Class.  | Points  |
| ---------------- | ------- | ------- | -------- | -------- | ------------ | ------------ | ------ | ------ | ------- | ------- | ------- | ------- |
| 2019             | 145e    | 6       | -        | -        | 52e          | 4            | -      |        | -       | -       | 43e     | 2       |

### Championnats de Suède
- Champion du combiné en 2017.
- Champion du slalom géant en 2018.
- Champion du super G et du slalom géant en 2019.